# Castasegna

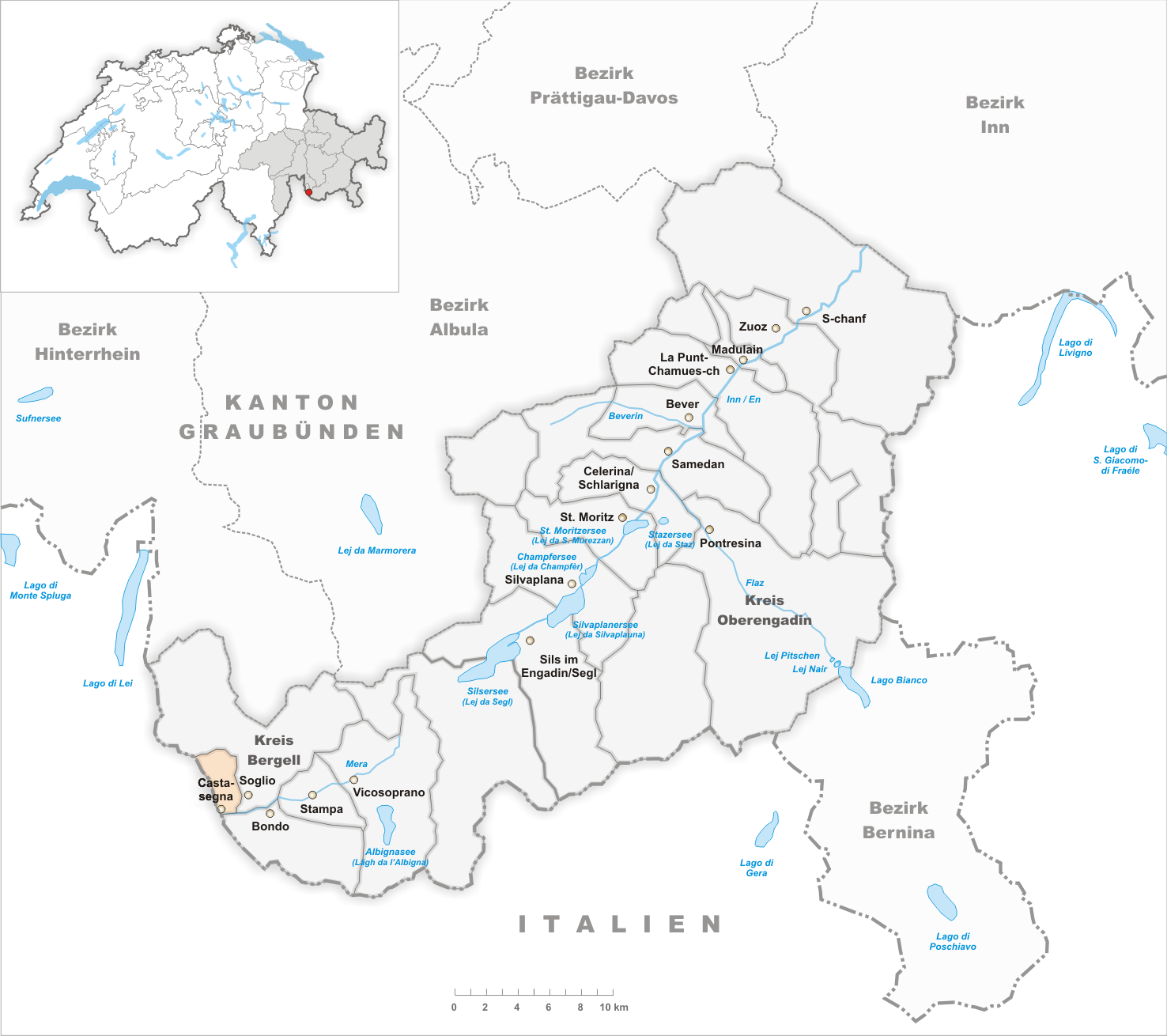
Gemeindestand vor der Fusion am 1. Januar 2010

Castasegna ([kɐʃtɐˈzeɲɐ]ⓘ; lombardisch Castascegna; deutsch veraltet Castasengen) ist ein Dorf in der politischen Gemeinde Bregaglia im Schweizer Kanton Graubünden.

## Geographie
Das Dorf liegt auf einer Höhe von 690 m ü. M. an der Grenze gegen Italien, an der Strasse Samedan–Maloja–Chiavenna, am rechten Ufer der Maira und an der Einmündung des Lovero und des Baches des Val Casnaggina in diese; 9,7 km östlich von Chiavenna. Castasegna liegt unmittelbar an der Grenze zwischen Italien und der Schweiz und ist damit das tiefstgelegene Dorf des bündnerischen Teils des Bergell.

## Geschichte
Neben einem Schalenstein oberhalb von Caslacc wurden etruskische und römische Einzelfunde gemacht. Erstmals erwähnt wird das Dorf im Jahre 1374 unter dem damaligen Namen Castexegnia. Burg und Dorf könnten römischen oder fränkischen Ursprungs sein; vielleicht entstanden sie zum Schutz der Strasse über den Septimer. Castasegna bildete mit Soglio die Nachbarschaft Commune di qua dell’acqua (Gemeinde diesseits des Wassers) und zusammen mit der Commune di là dell’acqua (Gemeinde jenseits des Wassers) in Bondo die Gemeinde Unterporta. 1553 wurde diese Verbindung aufgehoben.
Bis Ende 2009 war Castasegna eine eigene politische Gemeinde im damaligen Kreis Bregaglia (Bergell) im Bezirk Maloja. Auf den 1. Januar 2010 fusionierten alle Gemeinden des Bergell (d. h. Bondo, Castasegna, Soglio, Stampa und Vicosoprano) zur neuen Gemeinde Bregaglia.

## Wappen
| Wappen von Castasegna | Blasonierung: «In Grün ein gelber, fruchtender Kastanienbaum mit Wurzelwerk, zwei schragenförmigen Hauptzweigen, fünf mal drei Blättern und sechs Früchten» |
| Wappen von Castasegna | |

## Bevölkerung
| Jahr      | 1850 | 1900 | 1910 | 1950 | 1980 | 1990 | 2000 | 2005 | 2008 |
| Einwohner | 207  | 239  | 261  | 197  | 174  | 176  | 190  | 187  | 191  |

### Sprachen
In Castasegna spricht man traditionell eine lombardische Mundart. Seit dem frühen 20. Jahrhundert gibt es eine deutschsprachige Minderheit. Die Entwicklung der vergangenen Jahrzehnte zeigt untenstehende Tabelle:
| Sprachen      | Volkszählung 1980 | Volkszählung 1980 | Volkszählung 1990 | Volkszählung 1990 | Volkszählung 2000 | Volkszählung 2000 |
| Sprachen      | Anzahl            | Anteil            | Anzahl            | Anteil            | Anzahl            | Anteil            |
| ------------- | ----------------- | ----------------- | ----------------- | ----------------- | ----------------- | ----------------- |
| Deutsch       | 44                | 25,29 %           | 41                | 23,30 %           | 30                | 15,79 %           |
| Rätoromanisch | 14                | 8,05 %            | 9                 | 5,11 %            | 6                 | 3,16 %            |
| Italienisch   | 115               | 66,09 %           | 126               | 71,59 %           | 152               | 80,00 %           |
| Einwohner     | 174               | 100 %             | 176               | 100 %             | 190               | 100 %             |

### Religionen und Konfessionen
1552 traten die Bewohner zum protestantischen Glauben über.

### Herkunft und Nationalität
Von den Ende 2005 187 Bewohnern waren 178 (= 95 %) Schweizer Staatsangehörige.

## Wirtschaft
Ein Arbeitgeber ist die 1979 gegründete Soglio Produkte AG, die naturnahe Körperpflegemittel herstellt und vertreibt. Seit 1986 ist der Betrieb in Castasegna im ehemaligen Hotel «Croce Bianca» untergebracht.

## Kulturlandschaft
Bei Castasegna liegt der Brentan, der grösste Edelkastanienwald Europas. Das Klima ist eher südländisch.

## Sehenswürdigkeiten
- Die reformierten Dorfkirchen Santa Trinità und San Giovanni stehen unter kantonalem Denkmalschutz[2]
- Die «Villa Garbald» mit Pergola und Gartenanlage, die der Zolleinnehmer Agostino Garbald (1828–1909) für sich und seine Frau Johanna Garbald-Gredig 1862 von Gottfried Semper entwerfen liess.[3] Es ist das einzige Gebäude Sempers südlich der Alpen. 2004 wurde die Villa von den Architekten Quintus Miller und Paola Maranta restauriert. Oberhalb der Villa steht der preisgekrönte Wohnturm «Roccolo» aus dem Jahr 2004 von Miller & Maranta.[4][5]
- Villa Garbald und Dépendence mit Turm im Villengarten[6]
- Zwischen 1877 und 1879 erbaute der venezianische Architekt Giovanni Sottovia das Schulhaus und das Rathaus von Castasegna. Zuvor hatte er im Puschlav die Palazzi in Poschiavo und in Promontogno das Hotel Bregaglia gebaut.
- Die Angestelltensiedlung der Bergeller Kraftwerke des Architekten Bruno Giacometti[7]
- Hausruine Casnàcc[8]

## Bilder

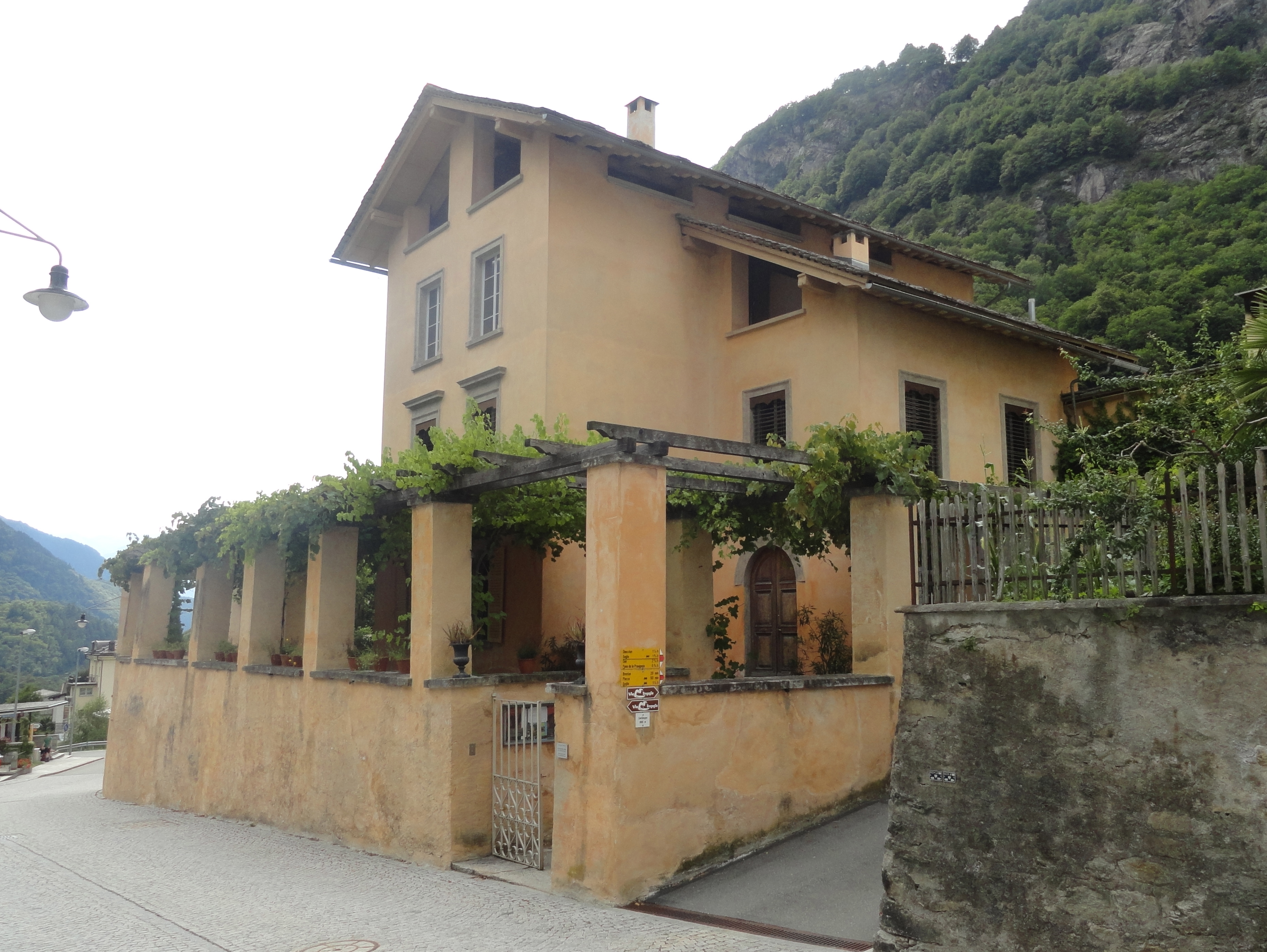
Villa Garbald
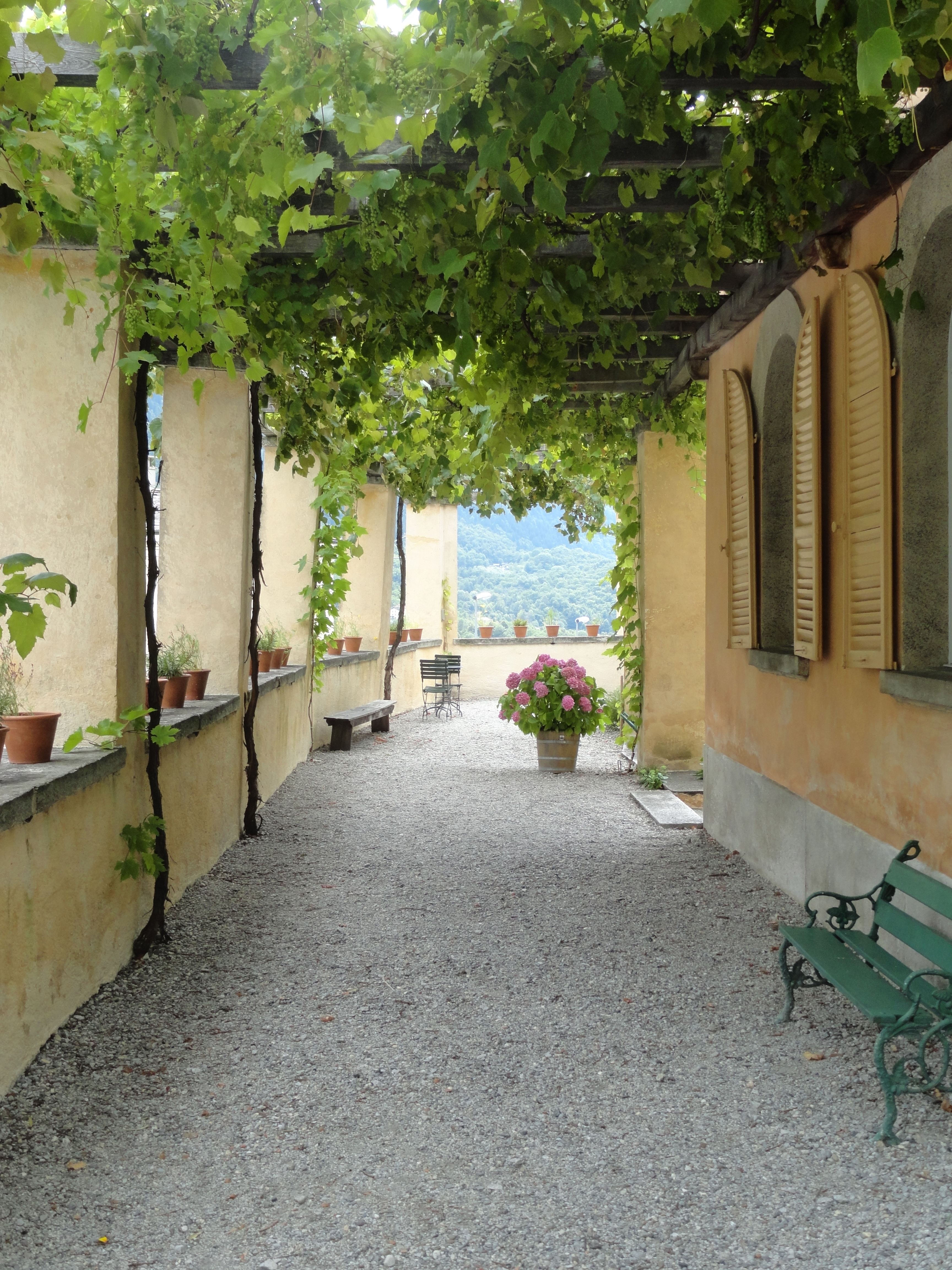
Pergola
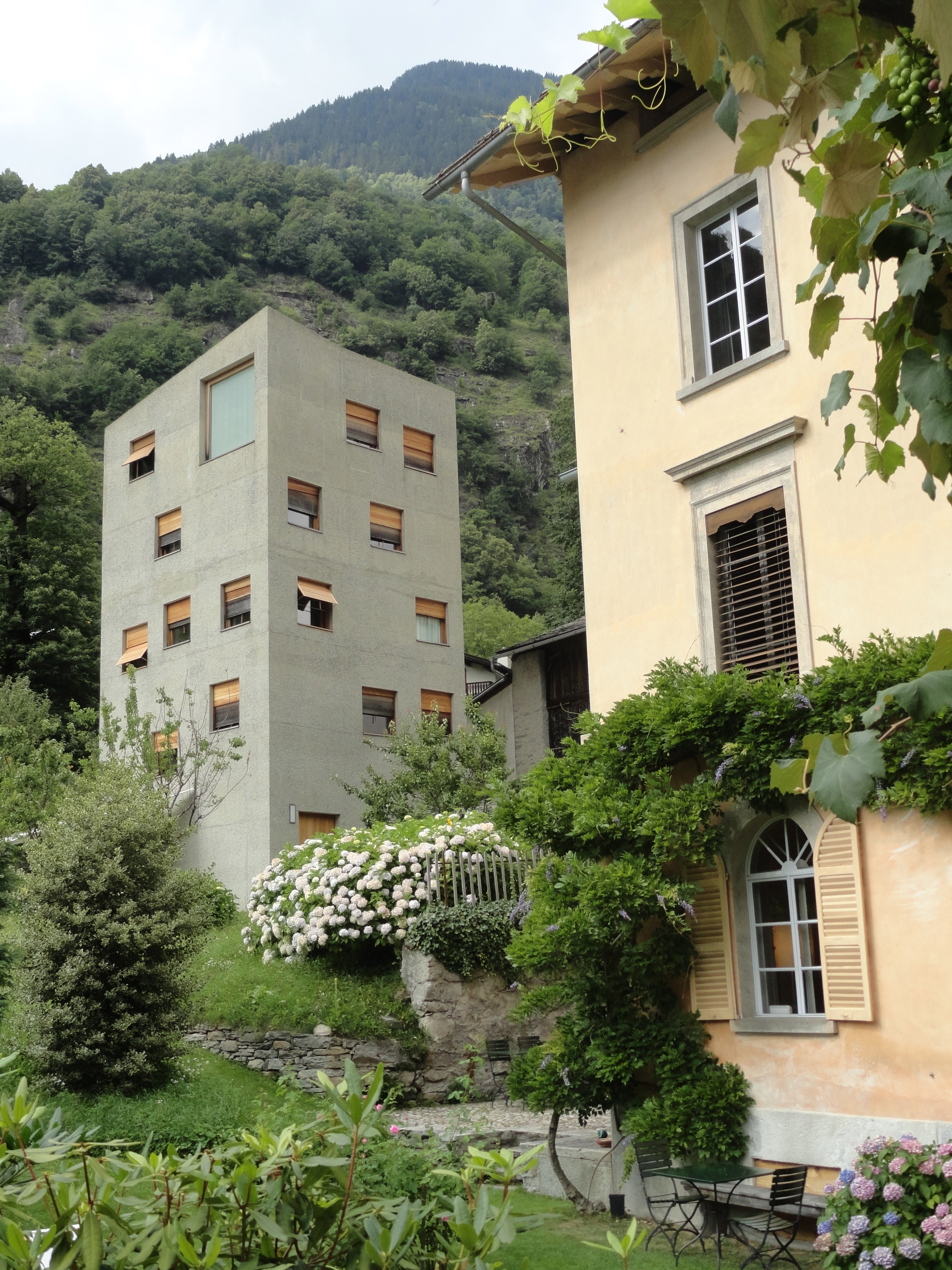
Villa und Roccolo
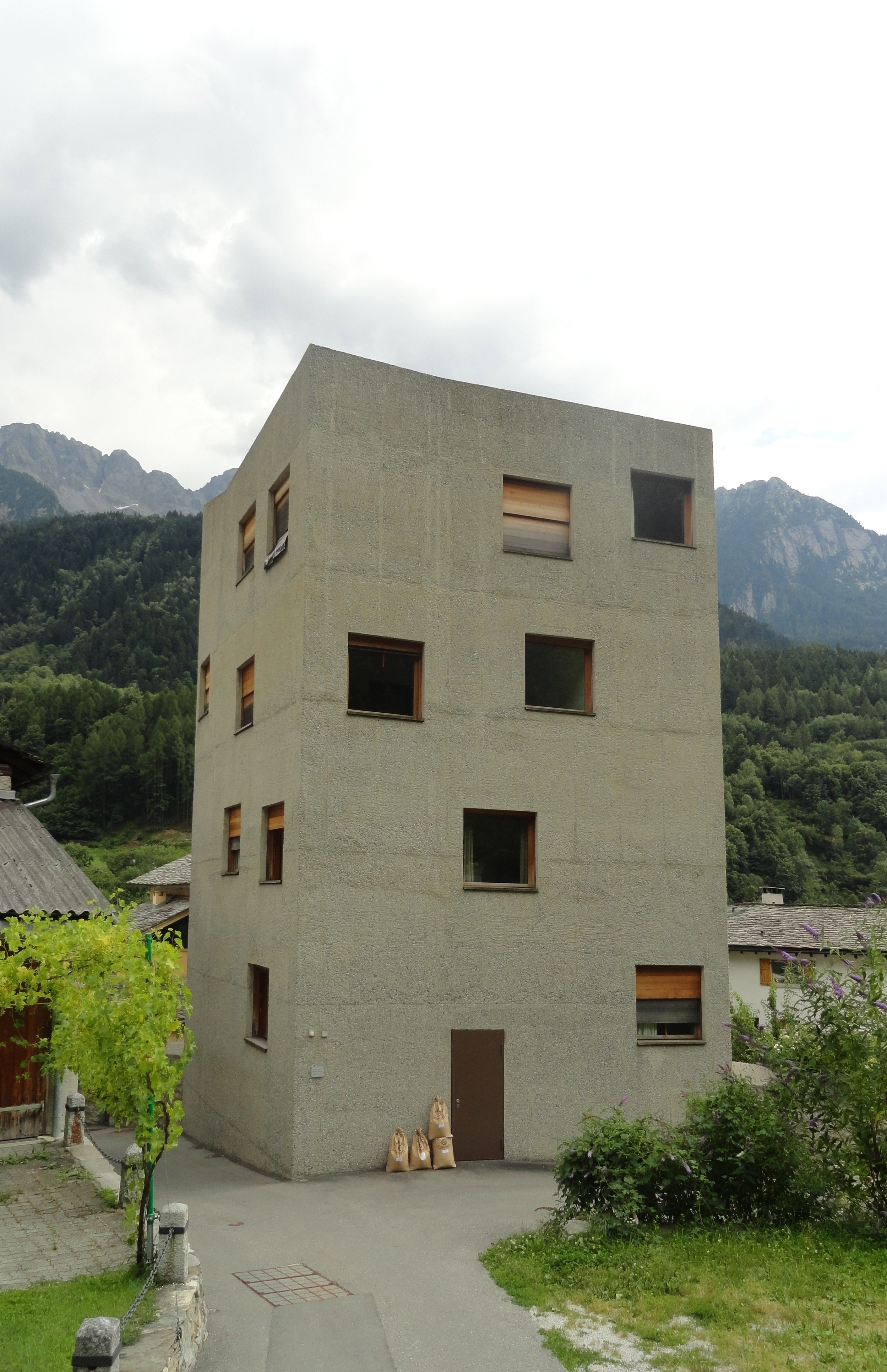
Roccolo

## Öffentlicher Verkehr
Castasegna wird von der Engadiner Buslinie 4 bedient. Konzessionär ist der Schweizerische Postautodienst.

## Persönlichkeiten
- Petrus Domenicus Rosius à Porta (1734–1806), reformierter Pfarrer in Castasegna 1771–1781 und Kirchenhistoriker
- Silvia Andrea (1840–1935), Schriftstellerin und Übersetzerin
- Andrea Garbald (* 10. Juli 1877 in Castasegna; † 1. November 1958 ebenda), Fotograf[9]
- Walther Kauer (* 4. September 1935 in Bern; † 27. April 1987 in Murten), Schweizer Schriftsteller.